# Coenonympha subfusca
Coenonympha subfusca är en fjärilsart som beskrevs av Barnes och Benjamin 1926. Coenonympha subfusca ingår i släktet Coenonympha och familjen praktfjärilar. Inga underarter finns listade i Catalogue of Life.